# Tatsuki Seko
Tatsuki Seko (瀬古 樹 Seko Tatsuki?), född 22 december 1997 i Tokyo prefektur, är en japansk fotbollsspelare som spelar för Stoke City.

## Karriär
Seko började sin karriär 2020 i Yokohama FC. 2022 gick han till Kawasaki Frontale.
Den 30 augusti 2024 värvades Seko av Stoke City, där han skrev på ett treårskontrakt.